# Bulbophyllum rupestre
Bulbophyllum rupestre là một loài phong lan thuộc chi Bulbophyllum.